# Бараш Юрій Савелійович
Юрій Савелійович Бараш (1 вересня 1946 року, Дніпропетровськ — 22 серпня 2018, Дніпро) – український вчений в галузі економіки транспорту. Доктор економічних наук (2008), професор (2011), завідувач кафедри обліку, аудиту та інтелектуальної власності Дніпропетровського національного університету залізничного транспорту імені академіка В. Лазаряна.
Онук:Бараш Александр 
Син:Бараш Володимир  

## Освіта
У 1969 році закінчив Дніпропетровський інститут інженерів залізничного транспорту (ДІІТ), механічний факультет за спеціальністю інженер шляхів сполучення - механік. 
У 1982 році захистив кандидатську дисертацію на тему: «Раціональні напрямки розвитку технічної бази для деповського ремонту вантажних вагонів» за спеціальностями 05.22.07 – рухомий склад та тяга поїздів й 08.00.05 – економіка, організація, управління та планування народного господарства, в тому числі за галузями народного господарства. У 2001році присвоєно вчене звання доцента.
У 2008 році захистив докторську дисертацію на тему: «Реструктуризація залізничного транспорту України в умовах ринку» за спеціальністю 08.00.04 – економіка та управління підприємствами (за видами економічної діяльності). У 2011 році присвоєно вчене звання професора.
У 2009 році обраний Дійсним членом Транспортної Академії України.

## Трудова і наукова діяльність
З 1969 по 1983 року працює в Дніпропетровському проектно-вишукувальному інституті „Дніпродіпротранс”. На посадах від інженера до головного інженера проекту, а потім головним економістом інституту. 
З 1993 року по вересень 1998 року – директор та головний бухгалтер у малих підприємствах.
З вересня 1998 р. по цей час – професор кафедри „Економіка та менеджмент” Дніпропетровського національного університету залізничного транспорту ім. акад. В. Лазаряна, а з лютого 2004 р. по цей час – завідувач кафедри „Облік, аудит та інтелектуальна власність” того ж університету.
Головний редактор збірника наукових праць Дніпропетровського національного університету залізничного транспорту імені академіка В. Лазаряна "Проблеми економіки транспорту".

## Доробок
Автор та співавтор 224 наукових праць, у т. ч. 2 підручників, 6 монографій, 1 навчального посібника, статей у зарубіжних та вітчизняних фахових періодичних виданнях.

## Найважливіші праці
1. Бараш, Ю. С. Управління залізничним транспортом країни : монографія / Ю. С. Бараш. – Дніпропетровськ : Вид-во Дніпропетр. нац. ун-ту залізн. трансп. ім. акад. В. Лазаряна, 2006. – 252 с. [Архівовано 10 травня 2018 у Wayback Machine.]
2. Бараш, Ю. С. Управління залізничним транспортом країни : монографія. – 2-ге вид. переробл. і допов / Ю. С. Бараш. - Дніпропетровськ : Вид-во Дніпропетр. нац. ун-ту залізн. трансп. ім. акад. В. Лазаряна, 2006. – 264 с. 
3. Основи економіки транспорту : підручник / В. І. Копитко, Ю. С. Бараш; під ред. І. В. Щелкунова, Ю. Ф. Кулаєва. - Київ : Кондор, 2011. - 392 с.
4. Економіка залізничного транспорту : підручник / за ред. Ю. Ф. Кулаєва, Ю. С. Бараша, М. В. Гненного; Дніпропетр. нац. ун-т. залізн. трансп. ім. акад. В.  Лазаряна, 2014. - Дніпропетровськ, 2014.- 480 с. [Архівовано 16 травня 2017 у Wayback Machine.]
5. Управління вантажними вагонами компаній-операторів в умовах реформування залізничного транспорту : монографія / О. М. Пшінько, Ю. С. Бараш, Л. В. Марценюк; Дніпропетр. нац. ун-т. залізн. трансп. ім. акад. В. Лазаряна. - Дніпропетровськ : Акцент ПП, 2015. – 147 с. [Архівовано 10 травня 2018 у Wayback Machine.]
6. Управління конкурентоспроможністю залізничних пасажирських перевезень : монографія / Ю. С. Бараш, Т. Ю. Чаркіна; Дніпропетр. нац. ун-т. залізн. трансп. ім. акад. В. Лазаряна. – Дніпропетровськ : Акцент ПП, 2015. - 184 с. [Архівовано 10 травня 2018 у Wayback Machine.]
7. Економічна ефективність високошвидкісних пасажирських залізничних перевезень в Україні : монографія  / Ю. С. Бараш, А. В. Момот. – Дніпропетровськ : Дніпропетр. нац. ун-т. залізн. трансп. ім. акад. В. Лазаряна, 2015. - 137 с. [Архівовано 10 травня 2018 у Wayback Machine.]
8. Бараш, Ю. С. Менеджмент : навч. посіб. для студентів вищих навч. закладів залізн. трансп. У 2 ч. Ч. 1 / Ю. С. Бараш; Дніпропетр. нац. ун-т. залізн. трансп. ім. акад. В. Лазаряна. - Дніпропетровськ, 2015. – 80 с. [Архівовано 10 травня 2018 у Wayback Machine.]
9. Бараш, Ю. С. Менеджмент : навч. посіб. для студентів вищих навч. закладів залізн. трансп. У 2 ч. Ч. 2 / Ю. С. Бараш; Дніпропетр. нац. ун-т. залізн. трансп. ім. акад. В. Лазаряна. - Дніпропетровськ, 2016. – 87 с.
10. Бараш, Ю. С. Методика визначення економічної ефективності будівництва  високошвидкісної магістралі / Ю. С. Бараш //  Українські залізниці. -  2015. - № 5/6. - С. 22-27. [Архівовано 16 березня 2022 у Wayback Machine.]
11. Бараш, Ю. С. Теоретико-методичний підхід до визначення економічної ефективності туристичних подорожей з використанням вузькоколійної залізниці / Ю. С. Бараш // Актуальні проблеми економіки. - 2016. - № 3 (177). - С. 127-133. [Архівовано 16 березня 2022 у Wayback Machine.]